# Gianni Brera
Pour les articles homonymes, voir Brera (homonymie).
Giovanni Luigi Brera, né à San Zenone al Po, province de Pavie, le 8 septembre 1919 et mort à Codogno, province de Lodi, le 19 décembre 1992, dit Gianni Brera, est un écrivain et journaliste italien.
Grâce à son originalité et à sa maîtrise de la langue italienne, Brera est jugé avoir influencé le journalisme sportif du XXe siècle en Italie plus que n'importe quel autre journaliste.
Ainsi se présentait-il lui-même dans un texte :

« Mon véritable nom est Giovanni Luigi Brera. Je suis né le 8 septembre 1919 à San Zenone Po, dans l'arrondissement de Pavie, et je crûs sauvage ou presque parmi les bois, les rives et les francs-bords(...). Je suis enfant de rive et de plaine, de bois et de sable. Je me suis découvert fils légitime du Pô. »

## Biographie
Gianni Brera était le cinquième enfant du tailleur Carlo Brera et de Marietta Ghisoni. Il fréquenta le lycée scientifique et ensuite l'université à Pavie, tout en pratiquant le football et la boxe.
Brera passa sa maîtrise ès sciences politiques en 1943, pendant qu'il servait dans l'armée italienne comme lieutenant parachutiste de la division Folgore. En 1944, poursuivi par la Gestapo à cause de son antifascisme, il se réfugia en Suisse, d'où il rentra en Italie pour se battre dans le maquis, notamment dans la Vallée d'Ossola. Comme aide-de-champs de la division Comoli, il définit le plan pour empêcher les Allemands de faire sauter le tunnel du Simplon en avril 1945. Brera se vanta toujours d'avoir traversé toute la guerre mondiale sans jamais tirer sur un autre être humain.
En 1943, Brera épousa Rina Gramegna (enseignante, 1920-2000), dont il eut quatre enfants : Franco (1944-1944), Carlo (peintre, 1946-1994), Paolo (écrivain, 1949-) et Franco (musicien, 1951-).
Démobilisé en juin 1945, Brera fut appelé par Bruno Roghi à travailler dans la rédaction de la Gazzetta dello Sport, le quotidien sportif le plus diffusé en Italie. En 1949 il en deviendra le rédacteur en chef, le plus jeune dans l'histoire italienne, après ses reportages du Tour de France.
Dans les années suivantes, Brera écrivit dans plusieurs publications, dont L'Équipe, Il Giorno, Il Giornale, Guerin Sportivo, La Repubblica et l'hongrois Népszabadság. Il s'occupa surtout de football et de cyclisme. Il publia de nombreux livres : manuels, essais, romans, récits et pièces de théâtre. Son roman le mieux connu est Il corpo della ragassa (Le Corps de la fille), dont Pasquale Festa Campanile tira un film-comédie.
Brera meurt le 19 décembre 1992 dans un accident routier à mi-chemin entre Codogno et Casalpusterlengo : une voiture venant en sens inverse et roulant à grande vitesse est entrée en collision avec sa voiture, causant la mort de Gianni Brera et de deux autres passagers.

## Style
Dans le journalisme, Brera créa un style innovatif, fondé sur sa veine littéraire. Il incorpora à ses écrits de nombreux mots empruntés à l'étranger (il parlait français, allemand et espagnol) ou aux langues régionales italiennes, notamment au lombard (une langue celto-romande proche de l'arpetan et de l'occitan). Il créa lui-même beaucoup de néologismes, dont un qui passa dans bien d'autres langues (libero pour un rôle particulier de joueur de football). Brera fut appelé Il Gran Lombardo (le grand Lombard) comme autrefois Carlo Alberto Pisani Dossi e Carlo Emilio Gadda.

## Postérité
L'Arena Civica de Milan, érigée par Napoléon Ier au début du XIXe siècle, a reçu son nom en 2003.